# Туље
Туље су насељено мјесто у граду Требиње, Република Српска, БиХ. Према попису становништва из 2013. у насељу је живјело 33 становника.

## Географија
Туље је источнохерцеговачко село. Налазе се у Попову пољу, на самој граници Требињске шуме. Од Требиња су удаљене око 20 километара.

## Становништво
У Туљу живе породице Маслеша, Колак, Цице, Црногорац, Матић, Ковачевић, Радуловић, Салата. Ово село је бројало око 80 становника по задњем попису становника из 1991. године.
У овом селу је 1835. рођен митрополит херцеговачко-захумски Леонтије Радуловић (1835-1888).
| Демографија | Демографија | Демографија |
| Година      | Становника  | Становника  |
| ----------- | ----------- | ----------- |
| 1961.       | 145         |             |
| 1971.       | 103         |             |
| 1981.       | 94          |             |
| 1991.       | 55          |             |
| 2013.       | 33          |             |

## Знамените личности
- Леонтије Радуловић, Митрополит Српске православне цркве